# Ancillotti
La Ancillotti è stata una azienda italiana specializzata nella costruzione di motociclette, soprattutto fuoristrada, attiva sul mercato dal 1967 al 1985.

## Storia

### Dalle origini agli anni sessanta: l'officina Ancillotti
Le origini dell'azienda risalgono ai primi anni del XX secolo, quando per la manutenzione dei primi automezzi di servizio pubblico di trasporti, succeduti alle carrozze quelle a cavalli, viene aperta da Ernesto Ancillotti nel 1907 in San Frediano, storico quartiere di Firenze, l'officina Ancillotti.
Il figlio di Ernesto, Gualtiero, dopo essersi formato come meccanico di precisione alle officine Dorini, decise di seguire le orme paterne e nel primo dopoguerra aprì un'officina, facendosi conoscere sia come riparatore, sia come elaboratore di moto.
Produsse le prime Harley Davidson modificate nel telaio elastico anziché rigido, per poi dedicarsi al mondo dei Kart, con Gualtiero impegnato nella costruzione di telai equipaggiati con motore a due tempi di derivazione motociclistica, guidati dal figlio Piero. L'esperienza così acquisita in tema di due tempi, consentì la realizzazione delle Lambrette più veloci dell’epoca, capaci di conquistare nel 1966 a Elvington in Inghilterra il record di velocità sul quarto di miglio con partenza da fermo e quello sul chilometro lanciato.

### Anni sessanta e settanta: nascita e sviluppo dell'azienda
Il passo successivo fu la specializzazione nella produzione di teste e cilindri per elaborazioni sportive con le prime produzioni a carattere artigianale di modelli di moto da fuoristrada e la costituzione nel 1967 della società "Costruzioni moto G. Ancillotti".
La produzione iniziò a livello artigianale e il primo modello di moto ad essere conosciuto sul mercato fu lo Scarab.
Passi importanti nella storia dell’azienda, furono anche gli accordi di fornitura stipulati con il produttore di motori Sachs e con Polini per la rete distributiva.
L'incremento delle richieste, indusse l'azienda a spostarsi in un nuovo sito produttivo con catena di montaggio, poco distante da Firenze, a Sambuca Val di Pesa.
Negli anni 1970, il periodo di maggior successo del marchio, Ancillotti ottenne numerose vittorie in competizioni nazionali e internazionali, con la conquista di una lunga serie di titoli nazionali di motocross e di regolarità in Italia, Spagna, Francia, Svezia e Finlandia.
Nel frattempo erano state messe in commercio anche versioni di due ruote per il trial, oltre ad altri modelli di ciclomotori.
La produzione stimata era arrivata a circa 3.000 pezzi l’anno ed era incentrata su modelli da 50 cm³ a 125 cm³ e anche, dalla metà degli anni settanta, fino a 250 cm³ di cilindrata.
I modelli di moto dal 1968 al 1985 furono ventisei, oltre a tutti i modelli specifici da competizione; la produzione totale si aggira intorno ai 40.000 esemplari.
Alberto Ancillotti depositò a sua firma una serie di brevetti: il primo fu la tipica marmitta a espansione per la Lambretta, per poi passare a quello dell'utilizzo dei cuscinetti a rulli conici per lo sterzo, al forcellone posteriore oscillante su silentblock, al cannotto di sterzo con angolazione regolabile e sempre sospeso su silent block, a un sistema di leveraggi azionati dal freno posteriore per impedire il sollevamento del posteriore in frenata (il "Pro Dive") e infine quello più di successo, il sistema progressivo di sospensione, azionato a trazione dal forcellone, il Pull Shock del 1979, oggi universalmente adottato.
Anni ottanta e la cessazione delle attività motoristiche. 
Il successivo periodo di crisi, dovuto anche alla forte concorrenza sul mercato delle case motociclistiche giapponesi, portò alla chiusura dello stabilimento produttivo nel 1985.
Dopo la chiusura dello stabilimento di Sambuca Val di Pesa e della società Ancillotti Motorcycles, il marchio Ancillotti rimane di proprietà dei fratelli Alberto e Piero Ancillotti.

### Dagli anni novanta al duemiladieci: la produzione ciclistica
Dopo un periodo di allontanamento dal mondo dello moto nel 1991, Alberto Ancillotti spinto dal figlio Tomaso, che voleva una MTB con sospensioni, iniziò a progettare e costruire vari modelli di bicicletta tutti "Full Suspended" precursori dei tempi. Già al primo anno di agonismo arrivò un titolo mondiale DH con Giovanna Bonazzi e anche un bronzo con Lorenzo Orlando.
Dal 1992 il marchio Ancillotti è stato molto attivo nelle maggiori competizioni nazionali ed internazionali, avendo fra i propri corridori Brook Mc Donald e Wyn Masters, con il primo laureatosi campione del mondo nel 2009.I modelli più famosi sono : Scarab dh , Fry , Tomaso , Scarab Evo 29 , Scarab Evo 29 SB.

## La Ancillotti Motorcycles srl ed il marchio Ancillotti
Nel 2005 i fratelli Ancillotti vendono il marchio a Roberto Giliberti di Firenze, il quale ne concede al figlio di Alberto Ancillotti, Tomaso, una licenza d'uso per la costruzione artigianale di una serie limitata di bici da competizione in alluminio.
Nel gennaio del 2009 Roberto Giliberti conferisce il marchio Ancillotti in una società di capitali, la Ancillotti Motorcycles srl.
Nello stesso anno viene presentata in anteprima all'EICMA un nuovo modello di moto, la cross competizione con motore TM; il primo della storia del marchio fiorentino a non essere progettato da Alberto Ancillotti ma da un altro tecnico, Marco Baglioni. Il modello è restato però a livello di prototipo senza sbocchi nella produzione di serie.
Nel 2019 dopo una lunga trattativa, iniziata nel 2015, il marchio Ancillotti e la società Ancillotti Motorcycles sono stati ceduti da Roberto Giliberti ad una nuova proprietà.